# 赤塚りえ子
赤塚 りえ子（あかつか りえこ、1965年〈昭和40年〉3月11日 - ）は、元女優、現代美術家、フジオ・プロダクション社長。父は日本の漫画家の赤塚不二夫、祖父は軍人の赤塚藤七。

## 来歴
- 1965年、東京都新宿区歌舞伎町の新宿赤十字病院で生まれる。
- 1973年、8歳の時に両親が協議離婚。赤塚姓のまま母の登茂子（父の元アシスタント出身）に引き取られて育つ。
- 東京都世田谷区の私立女子高を卒業後、新宿区の専門学校で映像芸術制作を学ぶが1年で中退。父が鳳啓助と親しかったことから、京唄子・鳳啓助の「唄啓劇団」の公演に加わり、時代劇で目明しの子分などを演じる。ギャグ劇団「東京ギャグポンプ」でも活動したが、1年半で女優活動を停止。
- 19歳の時、父と共にフジテレビ系『オールスター家族対抗歌合戦』に出演。
- 20歳の時、父の要求で長友健二に撮影されたヌード写真が雑誌『フライデー』1985年6月21日号と『週刊現代』1985年6月22日号に掲載される。当初は抵抗があったが「今となっては、別にヌードになっていようが、いまいが、どうでもいい話で、むしろ、若い頃にああいう上手な写真家に撮ってもらったことはいい思い出になっている」[1]と語る。ちなみに、この撮影を作曲家のキダ・タローが取材している[2]。
- 1989年、唄啓劇団のスポンサー会社の社員用施設でアルバイトとして働いていた24歳の時、同社の新入社員と親しくなり結婚。
- 1980年代初頭から英国のエレクトロニック音楽に傾倒していたことから英国への定住を志し、20代半ばから英語を学び直す。
- 1992年に夫と離婚。1994年に渡英し、レスターの学校で英語を学ぶ。
- 1995年から2年間、イースト・ミドランド地方にある都市ダービーでアートを学ぶ。
- 1997年、ロンドンに移り、1998年、ロンドン大学ゴールドスミス・カレッジファインアート科に入学。在学中から展覧会に参加。
- 2001年、ロンドン大学ゴールドスミス・カレッジファインアート科卒業。卒業制作展でギャラリーにスカウトされ、以降、現代美術家として国内外で活躍中[3]。
- 2002年、37歳の時、33歳の英国人男性と結婚。同年からロンドンのギャラリー「ダニエル・アーノ・コンテンポラリー・アート」に所属。リトアニアで開催された「第8回バルティック国際アート・トリエンナーレ」に招待される。
- 2005年、英国の永住権を取得。
- 2006年 前フジオ・プロ社長であり、不二夫の2番目の妻・赤塚眞知子の死去に伴い、急きょ12年間過ごした英国より帰国。その後フジオ・プロ社長に就任[4]。
- 2008年7月30日に生母・登茂子、3日後の8月2日には、父・赤塚不二夫が死去した。
- 両親が相次いで亡くし失意に陥ったが、夢の中で赤塚に「死んではいけない。りえ子、生きなさい」と言われ、元気を取り戻したという[5]。

## エピソード
- 母は赤塚不二夫の初代女性アシスタントであった稲生登茂子で、『ひみつのアッコちゃん』など少女漫画の制作に大きく貢献した人物である[6]。
- 『おそ松くん』には、りえ子をモデルにしたであろうキャラクター「リエちゃん」が登場する[7]。
- 小学生の頃、玉袋筋太郎と同じスイミングスクール「ドゥ・スポーツプラザ新宿」に通っていた[8]。

## 著書
- 「ゲゲゲの娘、レレレの娘、らららの娘」 - 水木悦子（水木しげるの次女）、手塚るみ子（手塚治虫の長女）と共著（2010年2月 文藝春秋、2012年に同社より文庫化）
- 「バカボンのパパよりバカなパパ 赤塚不二夫とレレレな家族」（2010年7月 徳間書店、2015年 幻冬舎文庫より文庫化）